# Idioma kuanyama
El idioma kuanyama (también escrito kwanyama y kwanjama) es una lengua bantú hablada principalmente en algunas zonas de Angola y Namibia (junto con el ndonga). El idioma lo hablan unas 1 134 000 personas de la etnia kuanyama.
Se le conoce también por los nombres de ochikwanyama, kwancama, cuanhama, ovambo y humba. El kwanyama es la lengua principal de los ovambo. Se estima que más de 420 000 personas lo hablan en Angola, y sobre 710 000 en Namibia.
Combinado con el ndonga es llamado oshiwambo, que es la versión preferida por algunas tribus ovambo del norte de Namibia. Aun cuando hay más ovambos en Namibia que hablan kwanyama que oshiwambo, el número de estos que consideran al oshiwambo como su lengua materna es mayor. 